# Пэрство Франции
Пэрство Франции (фр. Pairie de France) — являлось группой крупнейших феодалов, прямых вассалов французской короны.
Изначально состояло из двенадцати пэров: шести церковных и шести светских. Пэры имели привилегию быть судимыми только судом пэров. Взамен они приносили оммаж королю Франции, у которого находились в ленной зависимости. С 1180 года пэры начинают участвовать в церемонии коронации короля Франции.

## История
Первоначально, крупнейшие феодалы Франции пользовались титулом «Гранд», который был эквивалентом английского титулу «Пэр» (peer), а также французскому (pair) и итальянского (pari). В переводе три последних обозначали «равный» или «ровня». Этот титул свидетельствовал о принадлежности к наиболее древнему сословию высшей феодальной знати, которое сформировалось в эпоху Каролингов. При втором короле из династии Капетингов Роберте II Благочестивом (Мудром), значение термина «Гранд» изменилось и с этого времени можно говорить о «пэрах Франции». Первоначально были шесть светских пэров, один из которых герцог Франции Уго, в 987 году стал королём, а ещё шесть пэров были из духовенства. Данные лица впоследствии учредили Суд пэров — высшую судебную власть Франции. Кроме судейских, они взяли на себя некоторые административные функции, занимая в государстве должности первостепенной важности. В том числе, именно они во время церемонии коронации должны были принимать у короля клятву, что он будет истинным защитником своего народа и церкви. Литургический аспект коронации был не менее важен, коронация проходила очень торжественно, все пэры были одеты в пурпурные мантии, подбитые горностаевым мехом, на головах у них были короны. Каждому из них принадлежало выполнять свои функции: архиепископ Реймса, в кафедральном соборе которого проходила церемония, короновал монарха; епископ-герцог Лана, совершал обряд миропомазания маслом из Священного сосуда; епископ-герцог Лангрский нёс скипетр; епископ-граф Бове нёс королевскую мантию; епископы-графы Шалонский и Нуайонский держали кольцо и пояс. Что касается шести светских пэров, то герцог Бургундский нёс корону, герцоги Аквитании и Нормандии — каждый по знамени; граф Шампани (который до этого назначался графом Вермандуа) держал хоругвь; граф Тулузских нёс шпоры, а граф Фландрии — коронационный меч.
Герцог Нормандии Вильгелм I, завоевавший в 1066 году саксонскую Англию, был одним из шести светских пэров Франции. В своём королевстве он насаждал феодальную систему и вместе с ней институт пэров. Все бароны королевства были признаны пэрами (peers), сюзеренами своих доменов, «одной крови» с королём, равные по знатности и благородству, а также и по богатству. Соблюдались и формальные аспекты (одежда во время церемонии).
Постепенно с угасанием феодализма и с приходом абсолютистских тенденций роль института пэрства утрачивает былое значение. С 1576 года, по указу Генриха III аристократы королевских кровей были признаны «равными по рождению» (paius-nes) и с этого времени пэры постепенно начинает терять свою значимость. Король Франции по своей милости может возвести в пэры Франции даже простого дворянина, «привязав» его к уже существующему владению-пэрству или возведя его земли в пэрство. Возведя в пэрство своим единоличным желанием, король в то же время не имел права единолично это пэрство отнять — такое решение должно было быть подтверждено на собрании пэров. Однако на практике разногласий между королём и собранием пэров по вопросу лишения звания не возникало, поскольку для отрешения от звания пэра требовалось совершить достаточно серьёзное преступление, такое, как измена против короны. С этого момента пэрство становится только почётным титулом и не более (в отличие от пэрства в Англии), за исключением того, что за пэрами сохраняется право присутствовать в парижском парламенте и быть судимыми королевским судом.
Выше пэров Франции стояли только принцы крови. В какой-то мере понятие «принц крови» соответствовало российскому имперскому титулу «великий князь», в то время, как «пэр Франции» — понятию «светлейший князь», что отражало и характер титула: первый приобретался по праву рождения, а второй — путём пожалования.
В 1789 году институт пэрства был упразднён.
В 1814 году Людовик XVIII создаёт по английской модели палату пэров, которая становится одним из институтов законодательной власти страны. Во время Ста дней, Наполеон I также назначает пэров Франции.
Вторая Реставрация 1815 года восстанавливает палату пэров (при этом титул пэра может передаваться по наследству). За принадлежность к пэрам, было необходимо платить налог государству, которое брало на себя обязанность обеспечить семьям пэров образ жизни соответствующий их положению.
После Июльской Революции 1830 года король Луи-Филипп сохраняет палату пэров, но ликвидирует наследственность пэрства. Революция 1848 года упразднила Суд пэров, последний оплот их могущества.

## Первоначальные пэры

### Пэры церковные
- Архиепископ-герцог Реймса, первый пэр (см. Архиепископ Реймса)
- епископ-герцог Лана (см. Список епископов Лана)
- епископ-герцог Лангра
- епископ-граф Шалона
- епископ-граф Нуайона
- епископ-граф Бове (см. Список епископов Бове)

### Пэры светские
- Герцог Бургундии (аннексировано в 1477 году)
- Герцог Нормандии (аннексировано в 1204 году)
- Герцог Аквитании (аннексировано в 1453 году)
- Граф Фландрии (аннексировано в 1477 году)
- Граф Шампани (присоединено в 1314 году)
- Граф Тулузы (аннексировано в 1271 году)

## Поздние пэры

### XIII век
- Бретань: герцогство-пэрство в 1297 году (присоединено к королевскому домену в 1532 году)
- Анжу: графство-пэрство в 1297 году
- Артуа: графство-пэрство в 1297 году

### XIV век
- Пуату: графство-пэрство в 1314 году
- Ла Марш: графство-пэрство в 1316 году
- Эврё: графство-пэрство в 1316 году
- Ангулем: графство-пэрство в 1317 году
- Ла Марш: графство-пэрство в 1317 году
- Этамп: графство-пэрство в 1327 году
- Бурбон: герцогство-пэрство в 1327 году
- Бомон-ле-Роже : графство-пэрство в 1328 году
- Мэн: графство-пэрство в 1331 году
- Орлеан: герцогство-пэрство в 1344 году
- Валуа: графство-пэрство в 1344 году
- Невер: графство-пэрство в 1347 году
- Мант: графство-пэрство в 1353 году
- Анжу: герцогство-пэрство в 1356 году
- Макон: графство-пэрство в 1359 году
- Берри: герцогство-пэрство в 1360 году
- Овернь: герцогство-пэрство в 1360 году
- Турень: герцогство-пэрство в 1360 году
- Монпелье: баронство-пэрство в 1371 году
- Перигор: графство-пэрство в 1399 году

### XV век
- Алансон: герцогство-пэрство в 1404 году
- Суассон: графство-пэрство в 1404 году
- Куси: баронство-пэрство в 1404 году
- Немур: герцогство-пэрство в 1404 году
- Шатийон: шателенство-пэрство в 1404 году
- Ретель: графство-пэрство в 1405 году
- Валуа: герцогство-пэрство в 1406 году
- Мортань: графство-пэрство в 1407 году
- Мортен: графство-пэрство в 1407 году
- Эври-ле-Шатель: шателенство-пэрство в 1408 году
- Жуи-ле-Шатель: шателенство-пэрство в 1408 году
- Эврё: графство-пэрство в 1427 году
- Сентонж: графство-пэрство в 1428 году
- Фуа: графство-пэрство в 1458 году
- Э: графство-пэрство в 1458 году
- Вильфранш: графство-пэрство в 1480 году

### XVI век
- Ангулем: герцогство-пэрство в 1515 году
- Вандом: герцогство-пэрство в 1515 году
- Шательро: герцогство-пэрство в 1515 году
- Гиз: герцогство-пэрство в 1528 году
- Монпансье: герцогство-пэрство в 1529 году
- Невер: герцогство-пэрство в 1539 году
- Омаль: герцогство-пэрство в 1547 году
- Альбре: герцогство-пэрство в 1550 году
- Монморанси: герцогство-пэрство в 1551 году
- Форез: графство-пэрство 1566
- Шато-Тьерри: герцогство-пэрство в 1566 году
- Перш: графство-пэрство 1566
- Пентьевр: герцогство-пэрство в 1569 году
- Эврё: герцогство-пэрство в 1569 году
- Дрё: графство-пэрство 1569
- Меркёр: герцогство-пэрство в 1569 году
- Юзес: герцогство-пэрство в 1572 году, с 1632 — первое по времени создания среди всех пэрств Франции
- Майенн: герцогство-пэрство в 1573 году
- Сен-Фаржо: герцогство-пэрство в 1574 году
- Жуайез: герцогство-пэрство в 1581 году
- Пине-Люксембург: герцогство-пэрство в 1581 году
- Эпернон: герцогство-пэрство в 1581 году
- Эльбёф: герцогство-пэрство в 1581 году
- Ретель: герцогство-пэрство в 1581 году
- Алюэн: герцогство-пэрство в 1587 году
- Монбазон: герцогство-пэрство в 1588 году
- Вантадур: герцогство-пэрство в 1589 году
- Бофор: герцогство-пэрство в 1597 году
- Бирон: герцогство-пэрство в 1598 году
- Туар (Ла Тремуйль): герцогство-пэрство в 1599 году

### XVII век
- Эгийон: герцогство-пэрство в 1600 году
- Роган: герцогство-пэрство в 1603 году
- Сюлли: герцогство-пэрство в 1606 году
- Фронсак: герцогство-пэрство в 1608 году
- Дамвиль: герцогство-пэрство в 1610 году
- Алюэн / Кандаль: герцогство-пэрство в 1611 году
- Шатору: герцогство-пэрство в 1616 году
- Люин: герцогство-пэрство в 1619 году
- Ледигьер: герцогство-пэрство в 1620 году
- Бельгард: герцогство-пэрство в 1620 году
- Бриссак: герцогство-пэрство в 1620 году
- Алюэн: герцогство-пэрство в 1621 году
- Кандаль: герцогство-пэрство в 1621 году
- Шольн: герцогство-пэрство в 1621 году
- Шеврёз: герцогство-пэрство в 1627 году
- Ришельё: герцогство-пэрство в 1631 году
- Ла Валет: герцогство-пэрство в 1631 году
- Ларошфуко: герцогство-пэрство в 1631 году
- Энгиен: герцогство-пэрство в 1633 году
- Рец: герцогство-пэрство в 1634 году
- Фронсак: герцогство-пэрство в 1634 году
- Эгийон: герцогство-пэрство в 1634 году
- Сен-Симон: герцогство-пэрство в 1635 году
- Ла Форс: герцогство-пэрство в 1637 году
- Эгийон: герцогство-пэрство в 1638 году
- Валентинуа: герцогство-пэрство в 1642 году
- Шатийон: герцогство-пэрство в 1643 году
- Колиньи: герцогство-пэрство в 1648 году
- Пуа-Креки: графство-пэрство в 1652 году
- Рандан: герцогство-пэрство в 1661 году
- Верней: герцогство-пэрство в 1663 году
- Эстре: герцогство-пэрство в 1663 году
- Грамон: герцогство-пэрство в 1663 году
- Ла Мейере: герцогство-пэрство в 1663 году
- Ретель-Мазарини: герцогство-пэрство в 1663 году
- Вильруа: герцогство-пэрство в 1663 году
- Мортемар: герцогство-пэрство в 1663 году
- Пуа-Креки: герцогство-пэрство в 1663 году
- Сент-Эньян: герцогство-пэрство в 1663 году
- Рандан-Фуа: герцогство-пэрство в 1663 году
- Ла Рошгийон: герцогство-пэрство в 1663 году
- Трем / Жевр: герцогство-пэрство в 1663 году
- Ноайль: герцогство-пэрство в 1663 году
- Куален: герцогство-пэрство в 1663 году
- Шуазель: герцогство-пэрство в 1665 году
- Омон: герцогство-пэрство в 1665 году
- Ла Ферте-Сеннетер (Сен-Нектер): герцогство-пэрство в 1665 году
- Монтозье: герцогство-пэрство в 1665 году
- Ла Вальер: герцогство-пэрство в 1667 году
- Немур: герцогство-пэрство в 1672 году
- Бетюн-Шарос: герцогство-пэрство в 1690 году
- Сен-Клу: герцогство-пэрство в 1690 году для архиепископа Парижа

### XVIII век
- Шатовилен: герцогство-пэрство в 1703 году
- Буффлер: герцогство-пэрство в 1708 году
- Виллар: герцогство-пэрство в 1709 году
- Аркур: герцогство-пэрство в 1709 году
- Фиц-Джеймс: герцогство-пэрство в 1710 году
- Антен: герцогство-пэрство в 1711 году
- Рамбуйе: герцогство-пэрство в 1711 году
- Роган-Роган (Фронтене): герцогство-пэрство в 1714 году
- Остен: герцогство-пэрство в 1715 году
- Виллар-Бранкас: герцогство-пэрство в 1716 году
- Роанне / Ла Фёйад: герцогство-пэрство в 1716 году
- Леви: герцогство-пэрство в 1723 году
- Шатийон: герцогство-пэрство в 1736 году
- Флёри: герцогство-пэрство в 1736 году
- Жизор / Бель-Иль: герцогство-пэрство в 1748 году
- Дюрас: герцогство-пэрство в 1756 году
- Стенвиль (Шуазель): герцогство-пэрство в 1758 году
- Ла Вогийон: герцогство-пэрство в 1758 году
- Прален: герцогство-пэрство в 1762 году
- Шуазель-Амбуаз: герцогство-пэрство в 1764 году
- Клермон-Тоннер: герцогство-пэрство в 1775 году
- Шатору: герцогство-пэрство в 1776 году
- Жизор: герцогство-пэрство в 1776 году
- Брюнуа: герцогство-пэрство в 1777 году
- Лувуа: герцогство-пэрство в 1777 году
- Амбуаз: герцогство-пэрство в 1787 году
- Куаньи: герцогство-пэрство в 1787 году